# Bygningsintegrerede solceller
Bygningsintegrerede solceller er solceller og solcellepaneler, som fx er indbygget i vinduesglas, bygningens ydermure eller tag.
I Danmark åbnede Teknologisk Institut i Taastrup i 2018 et demonstrationssted for markedsførte bygningsintegrerede solcelleanlæg til tage og facader.

## Solcelletag
Et solcelletag er et tag der består af solcellepaneler.
Solcelletaget kan fungere både som elektrisk energiproducent og som klimaskærm og kan træde helt i stedet for en normal tagbelægning.
Solcelletaget kan anses som bygningsintegrerede solceller ("Building-Integrated
Photo-Voltaics") i modsætning til "bygningspåsatte" solceller ("Building Applied Photo-Voltaics").
I det første tilfælde erstatter solceller bygningselementer, såsom tagbelægning eller facadepaneler, i det andet tilfælde er solcellerne blot monteret oven på eksisterende bygningsstrukturer.
Virksomheder der opererer i området er det Herning-baseret Ennogie
og det Ishøj-baserede Solartag.
Internationalt findes den amerikanske virksomhed Tesla med deres "Solar Roof".
I dansk kontekst har Tesla dog været kritiseret for, at "Solar Roof" har kunne forudbestilles siden 2016 uden en eneste "Solar Roof" er installeret i Danmark. En anden virksomhed er Steni.
Ennogie har i samarbejde med den danske typehus-producent Eurodan leveret solcelletage til typehuse.

### Eksempler
Blandt de første eksempler i Danmark på solcelletage er taget på et parcelhus i Måløv.
Taget er på 160 kvadratmeter og består af tyndfilmssolpaneler fra Ennorgie og er kombineret med et 10 kilowatt-timers-batteri. Tagets fulde udgift var 400.000 kroner med en merudgift på 150.000 kroner i forhold til et normalt ikke-solcelle tag.
Den leverede effekt er på 8 kilowatt på en sommerdag, mens en grå vinterdag leverer 600 watt.
I en beskrivelse af anlægget udgivet i begyndelsen af 2020 angav ejeren den årlige besparelse på elforbruget til omkring 17.000 kroner og et formindsket gasforbrug på 3.500 kroner.
Anlæggets tilbagebetalingstid blev da angivet til 6,5 år.
Det brændte Svinkløv Badehotel blev genopført med cadmium-tellur-solcelletag på tagets kviste.
Aabenraa Krematorium der åbnede i 2021 har også cadmium-tellur-solcelletag.